# یان ولکو
یان ولکو (انگلیسی: Ján Volko؛ زادهٔ ۲ نوامبر ۱۹۹۶) ورزشکار دو و میدانی اهل اسلواکی است.
وی در مسابقات کشوری و بین‌المللی در مجموع برندهٔ ۲ مدال نقره و ۱ مدال برنز شده‌است.